# Jinzū
Lo Jinzū (神通川?, Jinzū-gawa) è un fiume che scorre nell'Honshū, la maggiore e più centrale isola del Giappone. Nel suo corso attraversa per 120 km le prefetture di Gifu, dove nel primo tratto è chiamato fiume Miya (宮川?, Miya-gawa), quindi sfociando nella baia di Toyama, nell'omonima prefettura, nel Mar del Giappone.

## Bacino idrografico
Lo Jinzū, o Jinzū-gawa in lingua giapponese, che letteralmente significa fiume Jinzū, nasce sul Monte Kaore, nella provincia di Hida, scorrendo nel suo primo tratto verso nord ed assumendo il nome di Miya che mantiene fino a raggiungere la valle nei pressi di Inotani. Continua poi in un tratto tortuoso verso nord-ovest, in una serie di valli fino a sfociare nella pianura di Toyama, attraversandola verso nord e sfociando infine in un estuario nell'omonima baia.